# (1610) Mirnaya
(1610) Mirnaya est un astéroïde de la ceinture principale.

## Description
(1610) Mirnaya est un astéroïde de la ceinture principale. Il fut découvert le 11 septembre 1928 à Simeis par Pelagueïa Shajn. Il présente une orbite caractérisée par un demi-grand axe de 2,20 UA, une excentricité de 0,20 et une inclinaison de 2,2° par rapport à l'écliptique.

## Compléments